# The Bachelors
The Bachelors (Tempo de Recomeçar (título em Portugal) ou O Começo de um Novo Amor (título no Brasil)) é um filme de comédia dramática dos Estados Unidos de 2017 dirigido por Kurt Voelker.

## Sinopse
Após a morte da esposa, Bill Palet e seu filho adolescente Wes viajam pelo país para um trabalho da escola. No caminho eles conhecem duas mulheres que mudam suas vidas novamente.

## Elenco
- J. K. Simmons .... Bill Palet
- Julie Delpy .... Carine
- Josh Wiggins .... Wes
- Odeya Rush .... Lacy Westman
- Jae Head .... Wes Ponder
- Tom Amandes .... David Wilkes

## Recepção
Roger Moore, do Movie Nation, disse que o filme é "raramente surpreendente, raramente perturbador nos lugares que leva seus casais. Mas os atores se elevam acima do material, com Wiggins e Rush desencadeando faíscas e Simmons e Delpy mantendo o mistério de sua atração, mantendo as emoções que se aproximam da superfície."
Simi Horwitz, do Film Journal International, disse que "A história é simples (...) e a atuação é brilhante, mas o ritmo e o estilo de 'The Bachelors' podem ser muito deprimentes para atrair o pessoal do Instagram. (...) [É] previsível, mas também é honesto (...) Ou seja, é feito para TV e/ou transmitindo com o objetivo de garantir aos jovens problemáticos que as manchas ásperas da vida acabarão sendo suavizados. Mas também podemos esperar que 'The Bachelors' também atenda a outra função: promover as carreiras de seus dois artistas jovens excepcionais - Wiggins e Rush."
Jennie Kermode, do Eye for Film, disse que The Bachelors "é apenas um instante de um momento na vida, mas é o tipo de imagem que você gostaria de manter. Há uma escassez de filmes que lidam com homens neste nível, e esta é uma adição bem-vinda ao seu número."